# Suzuki S-Presso
De Suzuki S-Presso is een automodel in het A-segment of miniklasse van Maruti Suzuki, een Indiase autofabrikant. De naam 'S-Presso' is een knipoog naar een oud Suzuki model: de Suzuki Cappuccino. De Suzuki S-Presso wordt verkocht op de Indiase markt, en geëxporteerd naar Latijns-Amerika, Afrika en ASEAN-landen.

## Ontwerp
Op 7 februari 2018 toonde Maruti Suzuki de Future S Concept conceptauto op de Auto Expo Motor Show 2018 in het Pragati Maidan Exhibition Center, New Delhi, India. De achterdeuren van deze conceptauto hebben de scharnieren aan de achterzijde - zogenoemde suicide doors - en een rond instrumentarium in het midden van het dashboard dat lijkt op dat van een MINI. De productieversie van de S-Presso beschikt ook over een ronde 'klok' (Dynamic Center Console) in het midden van het dashboard. De grille deelt de ontwerptaal met vier 'blokjes' met onder andere de gefacelifte Suzuki Jimny JB74W en Suzuki Ignis MH. De wielkasten van de achterwielen zijn matig afgewerkt en door de rijhoogte van het voertuig opvallend zichtbaar. Slechts een deel van de voorbumper is open en luchtdoorlatend, hierachter is de radiateur zichtbaar.
De S-Presso heeft zes carrosseriekleuren: Solid White, Solid Sizzle Orange, Solid Fire Red, Metallic Granite Grey, Metallic Silky Silver en Pearl Starry Blue. Het Arena-dealernetwerk biedt daarnaast nog personalisatieopties.

## Productie
Maruti Suzuki investeerde ₹640 crore - omgerekend ongeveer €72,5 miljoen - voor de ontwikkeling van dit automodel. De Suzuki S-Presso is gebouwd op de vijfde generatie van het HEARTECT platform. De driecilinder benzinemotor voldoet aan de Bharat stage emission standards (BSES) BSVI emissiestandaarden. Het dashboard is symmetrisch waardoor lokalisatie van het voertuig, de plaatsing van het stuurwiel en pedalen links of rechts, eenvoudig en goedkoop is. Daarnaast is het stuurwiel niet in hoogte en diepte verstelbaar.

### Verkoop
De S-Presso kwam beschikbaar in oktober 2019, en wordt in India via het Maruti Suzuki Arena-dealernetwerk verkocht. Het instapmodel kostte in november 2020 in Delhi, India ₹370500 en een gemiddeld uitgerust model in juli 2020 in de Filipijnen ₱518,000.

## Veiligheid
De S-Presso beschikt over twee airbags voorin het voertuig, één voor de bestuurder en één voor de bijrijder. Verder beschikt het voertuig over antiblokkeersysteem, elektronische remkrachtverdeling en parkeersensoren achter. De S-Presso heeft geventileerde schijfremmen voor en trommelremmen achter.
Global NCAP publiceerde op 11 november 2020 botsproefresultaten van de Suzuki S-Presso. De S-Presso scoorde nul sterren voor volwassen inzittenden en twee sterren voor 18 maanden oude en driejarige inzittenden. De integriteit van de carrosserie kreeg het oordeel 'instabiel'. Global NCAP lanceerde in 2014 de hashtag #safercarsforindia om de Indiase auto-industrie te stimuleren veiligere auto's te produceren. Naar aanleiding van de publicatie van een reeks teleurstellende resultaten riep Alejandro Furas, secretaris-generaal van Global NCAP, Maruti Suzuki op om consumentenveiligheid serieus te nemen. De botsproef van Global NCAP betreft echter de Indiase variant welke standaard beschikt over 1 Airbag en geen gordelspanners. Dit in tegenstelling tot de variant die geleverd wordt door Suzuki Zuid-Afrika en Suzuki Caribbean de variant aldaar beschikt wel over een dergelijke veiligheidsuitrusting welke tot op heden niet is getest door Global NCAP. 

## Aandrijving
Alle uitvoeringen van de S-Presso worden geleverd met de 1,0-liter (998 cc) driecilinder K10B benzinemotor. De motor levert een maximaal vermogen 50 kW bij 5500 tpm en een maximaal koppel van 90 Nm bij 3500 tpm. In deze toepassing heeft de K10B motor een compressieverhouding van 11,0:1. De driecilinder benzinemotor is gekoppeld aan een handgeschakelde vijfversnellingsbak of een vijftraps automatische transmissie met manuele modus.
De S-Presso is ook verkrijgbaar met de K10B motor werkend op cng en benzine. Deze motor is alleen beschikbaar met een handgeschakelde vijfversnellingsbak. In deze configuratie levert de motor een maximaal vermogen van 43,5 kW bij 5500 tpm en een maximaal koppel van 78 Nm bij 3500 tpm.

## Onderstel en wielophanging
Iedere S-Presso heeft een voorwielophanging volgens het McPherson-systeem met schroefveren. Uitvoeringen met de K10B motor met de cng-motor hebben daarnaast ook een stabilisatorstang voor. De achterwielophanging is semi-onafhankelijk door een torsie-as met schroefveren.
Huidige modellen Europa:
Across ·
Ignis ·
Jimny ·
S-Cross ·
Swace ·
Swift · 
Vitara

Huidige modellen internationaal:
Alto Lapin · 
APV ·
Baleno ·
Carry · 
Celerio · 
Equator · 
Ertiga · 
Every ·
S-Presso ·
Landy ·
MR Wagon · 
Palette · 
Solio · 
Wagon R

Uit productie:
Cappuccino · 
Cara ·
Cervo · 
Forenza ·
Fronte · 
Grand Vitara · 
Grand Vitara XL-7 · 
Kei · 
Kizashi · 
Liana · 
LJ · 
Mighty Boy · 
Reno ·
SJ/Samurai · 
Splash ·
Suzulight · 
Twin · 
Verona ·
X-90 · 
XL7 · 
Wagon R+

Concept cars:
A-Star · 
Concept-S · 
Ionis ·
Concept Kizashi · 
Concept Kizashi 2 · 
Concept Kizashi 3 · 
Kizashi Apex Turbo ·
Kizashi EcoCharge ·
LC · 
Makai · 
Mom's Personal Wagon ·
Pixy en SCC · 
P.X · 
Q · 
RIII · 
Regina · 
S-Cross ·
Splash · 
Swift S · 
Swift PHEV ·
SXForce ·
X-Head · 
XA Alpha